# You Don't Know What You've Got
You Don't Know What You've Got è un singolo del gruppo musicale statunitense Blink-182, pubblicato il 18 ottobre 2023.

## Tracce
Download digitale
Testi e musiche di Mark Hoppus, Tom DeLonge, Travis Barker, Nick Long, Michael Pollack.
1. You Don't Know What You've Got – 3:19

## Formazione
Gruppo
- Mark Hoppus – voce, basso; songwriting
- Travis Barker – batteria; produzione e songwriting
- Tom DeLonge – voce, chitarra; songwriting

Altri musicisti
- Kevin Bivona – pianoforte, sintetizzatore, cori; ingegneria della registrazione

Produzione
- Nick Long – co-produzione, songwriting
- Michael Pollack – songwriting
- Nick Morzov – ingegneria della registrazione
- Eric Emery – ingegneria della registrazione
- John Warren – ingegneria della registrazione
- Kevin Gruft – ingegneria della registrazione
- Aaron Rubin – ingegneria della registrazione
- Mark "Spike" Stent – ingegneria del missaggio
- Matt Wolach – assistente all'ingegneria
- Randy Merrill – ingegneria del mastering